# Mitchel Resnick

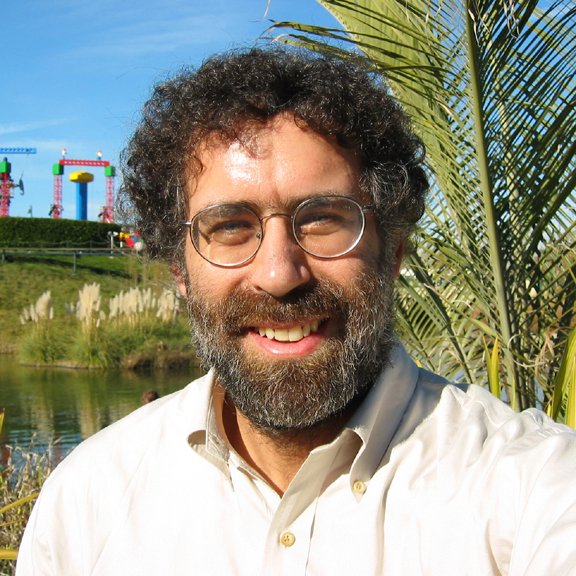
Mitchel Resnick

Mitchel Resnick  (* 12. Juni 1956) ist US-amerikanischer Professor für Lernforschung (Learning Research), Direktor des Okawa Center und Direktor der Lifelong Kindergarten-Group am MIT Media Lab.

## Leben und Werk
Resnick erwarb den Bachelor in Physics an der Princeton University (1978) und den Master sowie PhD Grad in Computer Science am MIT (1988, 1992). Er arbeitete fünf Jahre lang als Wissenschaftsjournalist für die Business Week setzte sich vor allem mit dem Einsatz und Nutzen des Computers für das Lernen und den Unterricht auseinander.
Als Schüler von Seymour Papert entwickelte er, basierend auf konstruktionistischen Lerntheorien und digitaler Technologien, Lern- und Experimentierumgebungen, die das kreativen Potentiale von Kindern und Jugendlichen fördern. Dem dienen z. B. programmierbare Bausteine. In Zusammenarbeit mit der Firma Lego entwickelte seine Arbeitsgruppe Software. Eine neue Generation programmierbarer Steine hat Resnick mit dem Cricket vorgestellt, die kreative und künstlerische Lernprojekte und Experimente fördern sollen. Dem Schlagwort der „Wissensgesellschaft“ setzt er das Zukunftskonzept der „kreativen Gesellschaft“ bzw. der „Kreativitätsgesellschaft“ entgegen, um Wissen und menschliche Potentiale zur schöpferischen Gestaltung und kreativen Lösung von anstehenden Aufgaben und Problemen einzusetzen. Der Einsatz digitaler Spielzeuge dient vor allem dem Ziel, diese schöpferischen Potentiale frühzeitig freizusetzen, zu fördern und zu entwickeln.
Resnicks Gruppe entwickelte 2007 eine neue Programmiersprache mit dem Namen Scratch, die es Kindern ermöglicht, eigene animierte Geschichten, Videospiele und interaktive Kunstwerke zu gestalten und im Internet zu veröffentlichen. Resnick arbeitet an weiteren Generationen von programmierbaren Bausteinen und beteiligt sich auch am Projekt One Laptop per Child.

## Auszeichnungen
- 1993 National Science Foundation: Young Investigator Award

## Publikationen (Auswahl)
- M. Resnick: Turtles, Termites, and Traffic Jams: Explorations in Massively Parallel Microworlds. MIT Press, Cambridge, MA 1994, ISBN 0-262-18162-2.
- Y. Kafai, M. Resnick (Hrsg.): Constructionism in Practice: Designing, Thinking, and Learning in a Digital World. Lawrence Erlbaum, Mahwah, NJ 1996, ISBN 0-8058-1985-1.
- V. Colella, E. Klopfer, M. Resnick: Adventures in Modeling: Exploring Complex, Dynamic Systems with StarLogo. Teachers College Press, New York 2001, ISBN 0-8077-4082-9.
- M. Resnick: Technologie, Spiel und die kreative Gesellschaft. In: H. Mitzlaff (Hrsg.): Internationales Handbuch Computer (ICT), Grundschule, Kindergarten und Neue Lernkultur. Band 1. Schneider Verlag Hohengehren, Baltmannsweiler 2007, DNB 982205945S. 55–70.
- Mitchel Resnick et al.: Scratch. In: Communications of the ACM. Band 52, Nr. 11, 2009, S. 60, doi:10.1145/1592761.1592779.